# Pawns & Kings Tour
Die Pawns & Kings Tour  ist eine Tournee der US-amerikanischen Rockband Alter Bridge.

## Überblick
Am 26. April 2022 kündigten Alter Bridge die Pawns & Kings Tour an. Die Tour wird von Live Nation Entertainment veranstaltet. Der erste Abschnitt der Tournee führt durch Europa, beginnt am 1. November 2022 in Hamburg und soll am 12. Dezember 2022 in London enden. Als Vorgruppen treten die US-amerikanischen Bands Halestorm und Mammoth WVH auf. Die Tour führt die Bands durch 25 Städte in 18 Ländern. Fünf Konzerte finden im Vereinigten Königreich und vier in Deutschland statt. Dazu kommen zwei Konzerte in Spanien und jeweils ein Konzert in Dänemark, Frankreich, Irland, Italien, Kroatien, Luxemburg, den Niederlanden, Norwegen, Österreich, Polen, Schweden, Schweiz, Tschechien und Ungarn. Alter Bridge veröffentlichten am 14. Oktober 2022 ihr siebtes Studioalbum Pawns & Kings. Halestorm hatten am 8. Mai 2022 ihr fünftes Studioalben Back from the Dead herausgebracht, während Mammoth WVH am 11. Juni 2021 ihr gleichnamiges Debütalbum veröffentlicht hatten.
Gegenüber dem deutschen Magazin Metal Hammer erklärte Myles Kennedy, dass er den europäischen Teil der Tournee „Kameradschafts-Tour“ getauft hätte, da sich die beteiligten Bands und Musiker „sich schätzen und sehr mögen“, und „weil sie sich schon ewig kennen“ würden. Kennedy gab an, dass er bereits Aufnahmen von Halestorm gehört hätte, bevor die Band überhaupt einen Plattenvertrag gehabt hätten. Deren Talent hätte ihn damals schon umgehauen. Darüber hinaus findet Kennedy es „fantastisch“, wie Wolfgang Van Halen, der Künstler hinter Mammoth WVH, „alle anderen Rollen ausfüllt“. Für Mammoth WVH hatte Wolfgang Van Halen sämtliche Instrumente selbst eingespielt. Darüber hinaus war er bei zwei Alben von Tremonti, der Soloband von Alter Bridges Gitarristen Mark Tremonti, als Bassist zu hören.
Die Tour wurde dann im Jahre 2023 in Nordamerika fortgesetzt. Alter Bridge kündigten am 22. August 2022 eine in zwei Teile geteilte Tour mit 30 Konzerten an, von denen eins in Kanada und der Rest in den Vereinigten Staaten stattfinden werden. Der Abstecher durch Nordamerika begann am 25. Januar 2023 in Tampa und endete am 1. April 2023 in Highland. Mammoth WVH spielte bei allen Konzerten im Vorprogramm. Bei den Konzerten im Januar und Februar eröffnete die Band Red, bei denen im März die Band Pistols at Dawn. Einige Konzerte wurden nur von Alter Bridge und Mammoth WVH gespielt. Für den Mai 2023 wurden neun weitere Konzerte mit der Band Sevendust sowie einen Auftritt beim Festival Welcome to Rockville angekündigt. Ende April 2023 wurde ein dritter Abschnitt in Nordamerika für den August 2023 mit den Vorgruppen Mammoth WVH und Sevendust angekündigt.

## Konzerte

### Europa
| Datum             | Stadt               | Veranstaltungsort       |
| ----------------- | ------------------- | ----------------------- |
| 1. November 2022  | Hamburg             | Alsterdorfer Sporthalle |
| 2. November 2022  | Kopenhagen          | Falconer                |
| 4. November 2022  | Göteborg            | Partille Arena          |
| 5. November 2022  | Oslo                | Sentrum Scene           |
| 7. November 2022  | Kattowitz           | MCK                     |
| 9. November 2022  | Esch an der Alzette | Rockhal                 |
| 11. November 2022 | Berlin              | Columbiahalle           |
| 12. November 2022 | Prag                | O2 Universum            |
| 14. November 2022 | Budapest            | Arena                   |
| 16. November 2022 | Paris               | Palais des Sports       |
| 18. November 2022 | Madrid              | Vistalegre              |
| 20. November 2022 | Barcelona           | Razzmataz               |
| 23. November 2022 | München             | Zenith                  |
| 23. November 2022 | Zürich              | The Hall                |
| 25. November 2022 | Mailand             | Mediolanum Forum        |
| 26. November 2022 | Zagreb              | Dom Sportova            |
| 28. November 2022 | Wien                | Wiener Stadthalle       |
| 30. November 2022 | Köln                | Palladium               |
| 1. Dezember 2022  | Amsterdam           | Ziggo Dome              |
| 5. Dezember 2022  | Nottingham          | Motorpoint Arena        |
| 6. Dezember 2022  | Glasgow             | OVO Hydro               |
| 8. Dezember 2022  | Dublin              | 3Arena                  |
| 9. Dezember 2022  | Manchester          | Manchester Arena        |
| 11. Dezember 2022 | Birmingham          | Resorts World Arena     |
| 12. Dezember 2022 | London              | The O2 Arena            |

### Nordamerika I
mit Mammoth WVH, Red und Pistols at Dawn
| Datum            | Stadt          | Veranstaltungsort                          |
| ---------------- | -------------- | ------------------------------------------ |
| 25. Januar 2023  | Tampa          | Seminole Hard Rock                         |
| 27. Januar 2023  | Orlando        | Hard Rock Live                             |
| 28. Januar 2023  | Atlanta        | Coca Cola Roxy                             |
| 30. Januar 2023  | Nashville      | Ryman Auditorium                           |
| 1. Februar 2023  | Montclair      | The Wellmount Theater                      |
| 2. Februar 2023  | Huntington     | The Paramount                              |
| 4. Februar 2023  | Silver Spring  | The Fillmore Silver Spring                 |
| 5. Februar 2023  | Philadelphia   | Franklin Music Hall                        |
| 7. Februar 2023  | Wallingford    | The Dome at Toyota Oakdale Theatre         |
| 8. Februar 2023  | Boston         | Roadrunner                                 |
| 10. Februar 2023 | Waterloo       | Del Lago Casino Resort 1                   |
| 11. Februar 2023 | Toronto        | History 1                                  |
| 14. Februar 2023 | Detroit        | The Fillmore                               |
| 15. Februar 2023 | Indianapolis   | Murat Theatre at Old National Centre       |
| 17. Februar 2023 | Prior Lake     | Mystic Lake Casino Showroom                |
| 18. Februar 2023 | Chicago        | The Riviera Theatre                        |
| 10. März 2023    | Quapaw         | Downstream Casino Resort                   |
| 11. März 2023    | Kansas City    | Arvest Band Theatre at The Midland         |
| 14. März 2023    | Chesterfield   | The Factory                                |
| 15. März 2023    | Oklahoma City  | The Creterion                              |
| 17. März 2023    | Houston        | 713 Music Hall                             |
| 18. März 2023    | Dallas         | South Side Ballroom                        |
| 20. März 2023    | Denver         | Mission Ballroom                           |
| 21. März 2023    | Salt Lake City | Union Event Center                         |
| 23. März 2023    | Seattle        | The Paramount Theatre                      |
| 25. März 2023    | Airway Heights | Northern Quest Resort & Casino 1           |
| 28. März 2023    | Anaheim        | House of Blues                             |
| 31. März 2023    | Reno           | Silver Legacy’s Grande Expo Hall           |
| 1. April 2023    | Highland       | Yaamava Theater at Yaamava Casino Resort 1 |

### Nordamerika II
mit Sevendust
| Datum        | Stadt         | Veranstaltungsort    |
| ------------ | ------------- | -------------------- |
| 6. Mai 2023  | Greensboro    | Piedmont Hall        |
| 7. Mai 2023  | Myrtle Beach  | House of Blues       |
| 9. Mai 2023  | Charlotte     | The Fillmore         |
| 11. Mai 2023 | Louisville    | Palace Theatre       |
| 13. Mai 2023 | Cherokee      | Harrah’s Cherokee 2  |
| 14. Mai 2023 | Chattanooga   | The Signal           |
| 16. Mai 2023 | Pensacola     | Saenger Theatre      |
| 17. Mai 2023 | New Orleans   | The Fillmore         |
| 19. Mai 2023 | Dothan        | The Plant            |
| 20. Mai 2023 | Daytona Beach | Welcome to Rockville |

### Nordamerika III
mit Mammoth WVH und Sevendust
| Datum           | Stadt          | Veranstaltungsort            |
| --------------- | -------------- | ---------------------------- |
| 1. August 2023  | Buffalo        | Outer Harbor Event Complex   |
| 2. August 2023  | Asbury Park    | Stone Pony Summer Stage      |
| 4. August 2023  | Charleston     | The Event Center             |
| 5. August 2023  | Grantville     | Hollywood Casino Outdoors    |
| 7. August 2023  | Richmond       | Virginia Credit Union Live   |
| 8. August 2023  | Cleveland      | Jacobs Pavillion             |
| 10. August 2023 | Québec City    | Agora Port de Québec         |
| 12. August 2023 | Mashantucket   | The Premier Theater          |
| 13. August 2023 | Johnstown      | 1st Summit Arena             |
| 16. August 2023 | Springfield    | Illinois State Fair          |
| 17. August 2023 | Fayetteville   | JJ’s Live                    |
| 19. August 2023 | Corpus Christi | Concrete Street Amphitheater |
| 20. August 2023 | San Antonio    | Boeing Center at Tech Port   |
| 22. August 2023 | Memphis        | Orpheum Theatre              |
| 23. August 2023 | Cincinnati     | Andrew J Brady Music Center  |
| 25. August 2023 | Grand Rapids   | GLC Live at 20 Monroe        |
| 26. August 2023 | Milwaukee      | The Eagles Ballroom          |
| 28. August 2023 | Fargo          | Outdoors at Fargo Brewing    |
| 29. August 2023 | Minneapolis    | The Fillmore                 |
| 31. August 2023 | Council Bluffs | Harrah’s Stir Concert Cove   |

## Setlists
| Alter Bridge (1. November 2022) 1. Silver Tongue 2. Addicted to Pain 3. The Other Side 4. This Is War 5. Ghost of Days Gone By 6. Wouldn’t You Rather 7. Isolation 8. Waters Rising 9. Sin After Sin 10. Metalingus 11. Pawns & Kings 12. Watch over You 13. In Loving Memory 14. Blackbird 15. Rise Today 16. Cry of Achilles 17. Slip to the Void 18. Open Your Eyes | Halestorm (1. November 2022) 1. Back from the Dead 2. Love Bites (So Do I) 3. Wicked Ways 4. I Get Off 5. Psycho Crazy 6. I Miss the Misery 7. Drum Solo 8. Freak Like Me 9. Bombshell 10. The Steeple | Mammoth WVH (1. November 2022) 1. Mammoth 2. Mr. Ed 3. Epiphany 4. Think It Over 5. Distance 6. You’re to Blame 7. Don’t Back Down |

| Alter Bridge (25. Januar 2023) 1. Silver Tongue 2. Addicted to Pain 3. Ghost of Days Gone By 4. Before Tomorrow Comes 5. Holiday 6. Broken Wings 7. Cry of Achilles 8. Stay 9. Watch over You 10. In Loving Memory 11. Blackbird 12. Pawns & Kings 13. Wouldn’t You Rather 14. Isolation 15. Metalingus 16. Rise Today 17. Open Your Eyes | Mammoth WVH (25. Januar 2023) 1. Mammoth 2. Mr. Ed 3. Epiphany 4. Stone 5. Think It Over 6. Distance 7. You’re to Blame 8. Don’t Back Down | Red (25. Januar 2023) 1. Death of Me 2. Faceless 3. Let It Burn 4. Already Over 5. Feed the Machine 6. Breathe into Me |

## Persönlichkeiten
| Alter Bridge - Myles Kennedy – Gesang, Gitarre - Mark Tremonti – Gitarre, Gesang - Brian Marshall – Bass - Scott Phillips – Schlagzeug | Halestorm - Lzzy Hale – Gesang, Gitarre - Joe Hottinger – Gitarre - Josh Smith – Bass - Arejay Hale – Schlagzeug | Mammoth WVH - Wolfgang Van Halen – Gesang, Gitarre - Frank Sidoris – Gitarre - Jon Jourdan – Gitarre - Ronnie Ficarro – Bass - Garrett Whitlock – Schlagzeug |

| Red - Michael Barnes – Gesang, Gitarre - Anthony Armstrong – Gitarre, Gesang - Randy Armstrong – Bass, Gesang - Brian Medeiros – Schlagzeug | Pistols at Dawn - Chris Pierson – Gesang - Tommy Richardson – Gitarre - Devin White – Gitarre - Billy Sullivan – Bass - Adam Jaffe – Schlagzeug |  |

## Rezeption
Jens Peter Topp vom Onlinemagazin Metalglory bezeichnete das Konzert in Hamburg als vollen Erfolg für die drei Bands und hoffte, dass auf den folgenden Konzerten mehr als die 2000 in Hamburg kommen werden. Marcel Rapp vom Onlinemagazin Powermetal.de schrieb über das Konzert in Köln, dass das „bockstarke Rock-Package“ über sehr weite Strecken „die angelegte Messlatte erreichen konnte“.